# Lowa Sportschuhe
 (février 2020).
Lowa Sportschuhe GmbH (LOWA) est un fabricant allemand de chaussures de randonnée, de ski et de montagne, vendues sous la marque Lowa. 
Depuis sa fondation en 1923, l'entreprise est basée à Jetzendorf (40 km au nord de Munich) en Haute-Bavière. La société est contrôlée par le groupe italien Tecnica depuis 1993.  
La recherche et le développement de l'entreprise sont basés à Jetzendorf. La production est réalisée principalement à Jetzendorf (chaussures de montagne et de trekking), en Slovaquie (chaussures de randonnée) et jusqu'en 2010 à Giavera en Italie (chaussures de ski).

## Histoire

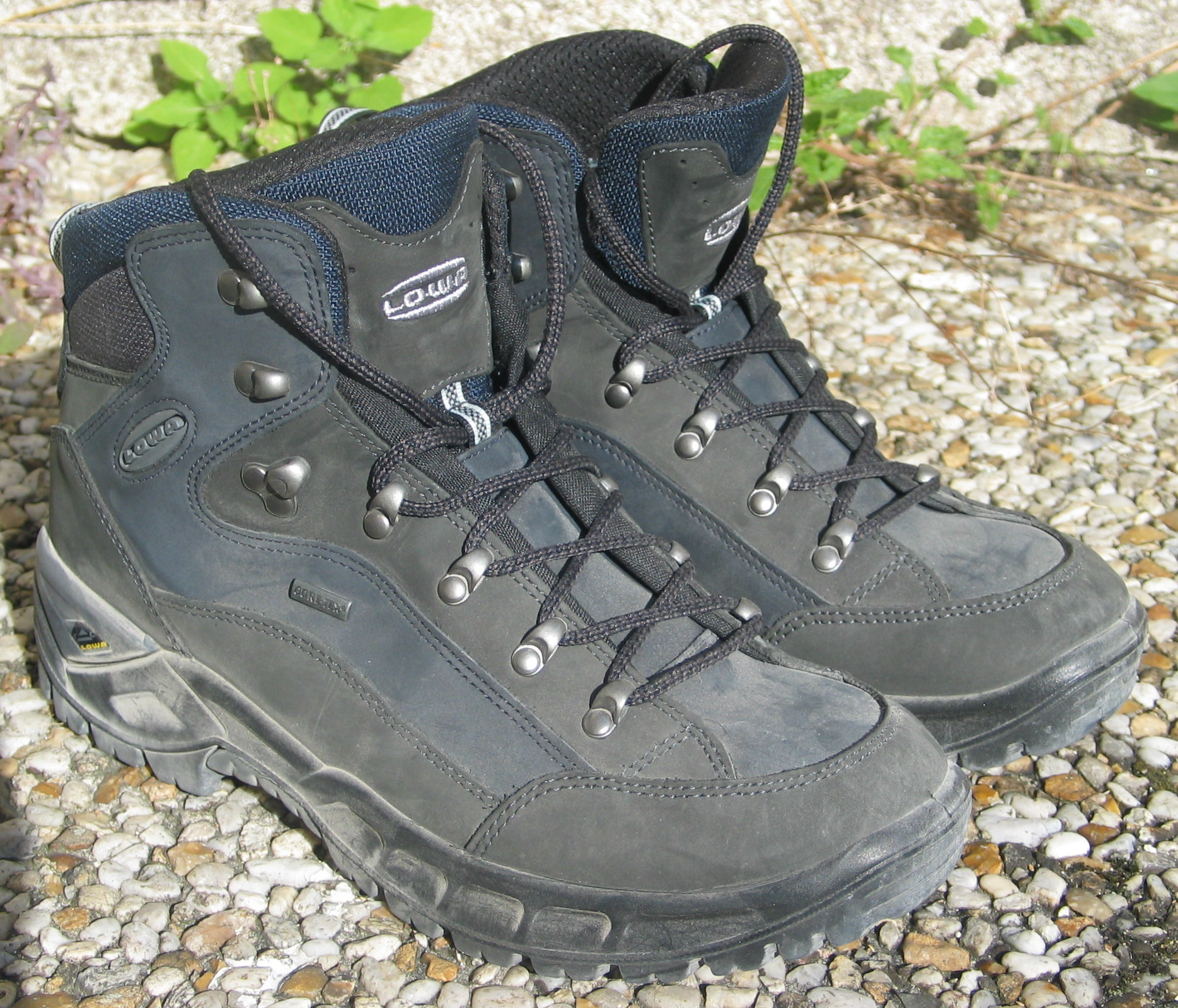
Chaussures de randonnée Lowa

Lorenz Wagner, le fils du cordonnier Johann Wagner de Jetzendorf, a fondé Lowa ( Lo renz Wa gner) lors de la reprise de l'entreprise familiale en 1923. Ses deux frères, Hans et Adolf, ont également fondé des marques indépendante dans l'univers de la chaussure, la marque Hanwag à Vierkirchen et la marque Hochland à Weichs. 
Après la mort de Lorenz Wagner, son gendre, et ancien apprenti, a repris l'entreprise, avec son épouse Berti,  et a connu le succès dans la fabrication de chaussures de ski sous la marque Lowa Air dans les années 1970 et 1980. 
En 1993, 90% des actions ont été vendues au groupe italien Tecnica en raison de difficultés financières et de problèmes de succession. 
Werner Riethmann, qui travaillait auparavant pour la société suisse de chaussures Raichle, est devenu directeur général en 1992 et possède une part du capital social. En 2010, le seuil des deux millions de paires de chaussures vendues annuellement a été franchi pour la première fois. En 2017, 60% de Lowa appartiennent au groupe italien Tecnica, 20% au directeur général Werner Riethmann et 20% Renzo Castellani, propriétaire du fournisseur  italien de Lowa, Riko Sport. 
En 2003, Lowa a conclu une joint-venture avec Schöffel, un fabricant de vêtements d'extérieur, Schöffel-Lowa Sportartikel GmbH & Co.KG, qui exploite un total de 33 magasins Schöffel-Lowa, dont la plupart sont franchisés (28 en Allemagne, quatre en Autriche et un en Italie, en octobre 2018). 
Lowa est fournisseur des nouvelles bottes de combat pour la Bundeswehr. 